# Синегора (национальный парк)
«Синегора» (укр. «Синьогора») — национальный парк, расположенный на территории Ивано-Франковского района Ивано-Франковской области (Украина).
Создан 21 декабря 2009 года. Площадь — 10 866 га.

## История
Природный парк был создан 21 декабря 2009 года согласно указу Президента Украины Виктора Ющенко с целью сохранения, возобновления и рационального использования природных комплексов Горган, имеющих важное значение.
Парк создан лишь на бумаге и полноценно не функционирует, территория парка по прежнему является закрытой президентской резиденцией.

## Описание
Территории парка «Синегора» были предоставлены в установленном порядке 10 866 га земель, путём изъятия у государственной организации «Резиденция Синегора». Расположен неподалёку села Гута.